# 夢の通ひ路物語
『夢の通ひ路物語』（ゆめのかよいじものがたり）は、南北朝時代の作と見られる長編擬古物語。作者不詳。全6巻。『夢の通ひ路』とも。
成立年代は不明で、鎌倉時代とも南北朝・室町時代とも言われる。しかし『無名草子』や『風葉和歌集』にこの物語に関する記述がないことから、南北朝時代から室町時代初期までに成立したと考えられる。
一条権大納言と梅壺女御（京極の三の君）の悲恋物語。ある高僧が夢で託された巻物を読むという形式を取り、その巻物の内容がストーリーとなっている点で特異な構成となっている。全体的に『源氏物語』の影響が強く、特に柏木と女三宮の話を下敷きにしたと思われる。登場人物が150人近くにのぼる大作で、一条権大納言と梅壺女御の悲恋を中心に、「岩田中納言の流罪」「かざしの君の継子いじめ」などの傍流の物語が展開されるという複雑な構造を持っている。
昭和4年（1929年）、山岸徳平によって発見された蓬左文庫蔵6冊本が唯一の写本である。

## あらすじ
- 第1巻

吉野に住む聖の夢に、先日亡くなった一条権大納言が現れ、三の宮に見せてほしいと言って巻物を託した。夢から醒めた聖が巻物を開いてみると、次のような物語が書いてあった。
右大臣の息子である一条中将（後の一条権大納言）は、京極大納言の娘の三の君（後の梅壺女御）の噂を聞き恋慕するが、ある日嵯峨野で三の君を垣間見て恋に落ちる。そこで一条中将は三の君に熱心に手紙を送る。
- 第2巻

紆余曲折を経てようやく一条中将は三の君から手紙を貰って喜ぶ。ところが一条中将は三の君に宛てた手紙が母に見つけられてしまい、訓戒を受ける。文通が途絶えた三の君は悲しむ。一条中将は中納言になるが、三の君への恋心はますます募るばかりである。
- 第3巻

（この巻の前半部分が欠落）そのころ、帝の寵愛を一身に受けていた藤壺女御は、他の后妃の嫉妬を受けて病気に倒れる。
- 第4巻

藤壺女御は里邸に下がり皇子（東宮）を産むが、そのまま病によって亡くなる。帝は愛する藤壺を失った悲しみに打ちひしがれる。
- 第5巻

一条中納言（この間に権大納言に昇進する）は親の勧めで院の二の宮としぶしぶ結婚したが、結婚生活は暗く寂しいものだった。一方、帝は京極の三の君が亡き藤壺に瓜二つとの噂を聞き、入内を催促する。この時、三の君は一条権大納言の子供を妊娠していたが、そのまま入内して梅壺女御となる。梅壺はやがて一条権大納言にそっくりの皇子三の宮を産む。
- 第6巻

わが子が帝の皇子として生まれたことを知った一条権大納言は、憂悶の末病死する。梅壺は亡父の十七回忌のため里邸に退出したとき物の怪に取り付かれて病気になり、吉野の聖を導師として出家する。
以上が巻物の内容であった。巻物を読んだ聖は、三の宮が11歳になったときに巻物を渡し、出生の秘密を知らせた。三の宮は12歳で元服し兵部卿宮と呼ばれるようになったが、ますます実父の一条権大納言にそっくりに成長していく。